# Courtonne-la-Meurdrac

Courtonne-la-Meurdrac este o comună în departamentul Calvados, Franța. În 1 ianuarie 2022 avea o populație de 684 de locuitori.